# کنوانسیون بین‌المللی برای پیشگیری از آلودگی دریاها توسط نفت
کنوانسیون بین‌المللی برای پیشگیری از آلودگی دریاها توسط نفت (به انگلیسی: International Convention for the Prevention of Pollution of the Sea by Oil) یک معاهده بین‌المللی است که در تاریخ ۱۲ می ۱۹۵۴ در لندن به امضا رسیده که به (OILPOL 54) معروف است. این معاهده در سالهای ۱۹۶۲، ۱۹۶۹ و ۱۹۷۱ بروزرسانی شده است. این کنوانسیون زیرمجموعه مارپل ۷۸/۷۳ در سال ۱۹۷۳ می‌باشد. کنواسیون اویل‌پل توسط سازمان بین‌المللی دریانوردی پایه‌ریزی و ترویج شده است.

## حادثه دیواره بزرگ مرجانی
در ۳ مارس ۱۹۷۰ یک کشتی نفتکش لیبریایی به نام اوشن گراندور با یک صخره ناشناخته در تنگه تورس در مسبر دومای، اندونزی به بریزبن برخورد کرد. این حادثه منجر به نشت قابل توجهی مواد نفتی شد. با توجه به نگرانی در مورد دیواره بزرگ مرجانی اصلاحاتی در سال ۱۹۷۱ به منظور گسترش محدودیت برای دیواره بزرگ مرجانی ارائه شد.